# Fresne-lès-Reims
Fresne-lès-Reims település Franciaországban, Marne megyében. Lakosainak száma 421 fő (2018. január 1.). Fresne-lès-Reims Saint-Étienne-sur-Suippe, Bétheny, Boult-sur-Suippe, Bourgogne, Pomacle és Witry-lès-Reims községekkel határos.

## Népesség
A település népességének változása:
| Lakosok száma | 293  | 270  | 329  | 427  | 409  | 425  | 425  | 425  | 417  | 421  |
|               | 1968 | 1975 | 1982 | 1990 | 1999 | 2011 | 2013 | 2015 | 2017 | 2018 |